# Jelena Wladimirowna Dreiden
Jelena Wladimirowna Dreiden (russisch Елена Владимировна Дрейден (geborene Selenskaja, russisch Зеленская); * 19. November 1981 in Omsk, Russische SFSR, Sowjetunion) ist eine russische Schauspielerin.

## Leben
Dreiden wurde bekannt als die junge Inge Dombrowski in dem deutschen Hitler-Drama Der Untergang.

## Filmografie
- 2004: Der Untergang (als Jelena Selenskaja)
- 2012: Ametist
- 2015: Kak zavesti zhenshchinu